# Emotion Cheung
Emotion Cheung est un acteur hongkongais.

## Filmographie
- Daai sau cha ji neui (2008) (comme Cheung Kam Ching) : Lin Jian
- Sing kung chok tse sup yut tam (2007)
- Seung sing (2006) (comme Cheung Kam Ching) : Chan Wing Fu
- Yi wu liang huo (2006)
- Mark Six Comedy (2004) : Bing
- Baak nin hiu gap (2003) (comme Emotion) : Hung's Aide
- Sai gung dik tung wa (2003) : Ah Moon
- Give Them a Chance (2003)
- Wang choi jau sau (2002)
- Ngo ga yau yat chek hiu dung see (2002) : Wong Choy
- Hap gwat yan sam (2000)
- Ban siu haai (2000)
- Lut goi che waai (2000) : Robert
- Dian ying ya (1999)
- Du xia 1999 (1998) : Bug
- Sun faa sau si (1998) (comme Kam Ching Cheung) : Loi
- Maang gwai jeung yan toi (1998) : Day-Six
- Oi joi yue lok guen dik yat ji (1998) : Henry Tong
- Ren rou cha shao bao II: Tian shu di mie (1998) (comme Cheung Kam Ching) : Cheung
- Yam yeung lo ji sing goon faat choi (1998) : Trump
- Yeh boon mo yan see yue si (1998) : Leslie
- Chinese Box (1997) : William Wong
- San tung gui see doi (1994) : Eddie's Co-Worker
- Jin se (1992)
- Biao jie, ni hao ye! (1991) : Wei-Kuo's assistant
- Forbidden Nights (1990) (TV) : Zhu Ma